# Protathlima A’ Kategorias (2008/2009)
Rozgrywki cypryjskiej pierwszej ligi w sezonie 2008/2009 były siedemdziesiątymi w historii. W rozgrywkach wzięło udział czternaście drużyn, w tym trzy, które awansowały z drugiej ligi – AEP Pafos, APEP Pitsilia i Atromitos Yeroskipou. Rozpoczęły się 30 sierpnia 2008 roku. Mistrzostwo kraju wywalczył APOEL Nikozja, a królem strzelców ligi z 24 golami został Serjão z Doxy Katokopia.

## Drużyny
| Uczestnicy poprzedniej edycji                                                                                 | Uczestnicy poprzedniej edycji | Uczestnicy poprzedniej edycji | Uczestnicy poprzedniej edycji |
| --- | ----------------------------- | ----------------------------- | ----------------------------- |
| AFA | Anorthosis Famagusta          | 1                             |                               |
| APN | APOEL Nikozja                 | 2                             |                               |
| OMN | Omonia Nikozja                | 3                             |                               |
| AEK | AEK Larnaka                   | 4                             |                               |
| APL | Apollon Limassol              | 5                             |                               |
| ENP | Enosis Neon Paralimni         | 6                             |                               |
| ETA | Ethnikos Achna                | 7                             |                               |
| APOP | APOP Kinyras Peyias           | 8                             |                               |
| AEL | AEL Limassol                  | 9                             |                               |
| ALK | Alki Larnaka                  | 10                            |                               |
| DOX | Doxa Katokopia                | 11                            |                               |
| Spadek z Super League                                                                                         |                               |                               |                               |
| CYP | Aris Limassol                 | 12                            |                               |
| NSL | Nea Salamina Famagusta        | 13                            |                               |
| OLN | Olympiakos Nikozja            | 14                            |                               |
| Awans z Beta Ethniki                                                                                          |                               |                               |                               |
| AEP | AEP Pafos                     | 1                             |                               |
| APEP | APEP Pitsilia                 | 2                             |                               |
| ATY | Atromitos Yeroskipou          | 3                             |                               |
| Oznaczenia: - kolumna pierwsza – skróty nazw drużyn, - kolumna trzecia – miejsce zajęte w poprzednim sezonie. |                               |                               |                               |

## Stadiony i trenerzy
| Drużyna             | Miasto     | Trener                          | Stadion                       | Pojemność |
| ------------------- | ---------- | ------------------------------- | ----------------------------- | --------- |
| AEK                 | Larnaka    | Savvas Constantinou             | Neo GSZ                       | 13,032    |
| AEL                 | Limassol   | Mihai Stoichiță                 | Tsirion                       | 13,331    |
| AEP                 | Pafos      | Nir Klinger                     | Pafiako                       | 10,000    |
| AEK                 | Larnaka    | Panikos Xiourouppas             | Ammochostos                   | 4,000     |
| Anorthosis          | Larnaka    | Michalis Pamboris               | Stadion Antonisa Papadopulosa | 10,000    |
| APEP                | Limassol   | Willy Scheepers                 | Tsirion                       | 13,331    |
| APOEL FC            | Nikozja    | Ivan Jovanović                  | GSP                           | 22,859    |
| Apollon             | Limassol   | Thomas von Heesen               | Tsirion                       | 13,331    |
| APOP Kinyras Peyias | Pejia      | Giorgos Polyviou                | Stadion Miejski               | 3,828     |
| Atromitos           | Yeroskipou | Sofoklis Sofokleous             | Pafiako                       | 10,000    |
| Doxa Katokopia      | Katokopia  | Charalambos Christodoulou       | Peristerona                   | 4,000     |
| Enosis Neon         | Paralimni  | Adamos Adamou i Antonis Kleftis | Stadion Tasosa Markou         | 5,800     |
| Ethnikos            | Achna      | Stéphane Demol                  | Dasaki                        | 7,000     |
| Omonia              | Nikozja    | Takis Lemonis                   | GSP                           | 22,859    |

## Pierwsza runda

### Tabela
| Lp. | Drużyna                  | M  | Z  | R  | P  | Bramki | Bramki | Różn. | Pkt | Uwagi                   | Bezpośrednio              |
| --- | ------------------------ | -- | -- | -- | -- | ------ | ------ | ----- | --- | ----------------------- | ------------------------- |
| 1   | APOEL Nikozja            | 26 | 22 | 3  | 1  | 53     | 14     | +39   | 69  | Kwalifikacja do Grupy A |                           |
| 2   | Omonia Nikozja           | 26 | 21 | 1  | 4  | 61     | 18     | +43   | 64  | Kwalifikacja do Grupy A |                           |
| 3   | Anorthosis Famagusta     | 26 | 20 | 2  | 4  | 49     | 19     | +30   | 62  | Kwalifikacja do Grupy A |                           |
| 4   | AEL Limassol             | 26 | 13 | 4  | 9  | 34     | 30     | +4    | 43  | Kwalifikacja do Grupy A | AEL 1–0 APOL APOL 1–3 AEL |
| 5   | Apollon Limassol         | 26 | 13 | 4  | 9  | 53     | 34     | +19   | 43  | Kwalifikacja do Grupy B | AEL 1–0 APOL APOL 1–3 AEL |
| 6   | APOP Kinyras Peyias      | 26 | 12 | 4  | 10 | 35     | 35     | 0     | 40  | Kwalifikacja do Grupy B | ETH 1–4 APOP APOP 1–2 ETH |
| 7   | Ethnikos Achna           | 26 | 11 | 7  | 8  | 34     | 32     | +2    | 40  | Kwalifikacja do Grupy B | ETH 1–4 APOP APOP 1–2 ETH |
| 8   | Doxa Katokopia           | 26 | 8  | 7  | 11 | 37     | 39     | −2    | 31  | Kwalifikacja do Grupy B |                           |
| 9   | AEP Pafos                | 26 | 5  | 12 | 9  | 30     | 38     | −8    | 27  | Kwalifikacja do Grupy C |                           |
| 10  | Enosis Neon Paralimni    | 26 | 6  | 7  | 13 | 23     | 43     | −20   | 25  | Kwalifikacja do Grupy C |                           |
| 11  | APEP Pitsilia            | 26 | 5  | 8  | 13 | 28     | 44     | −16   | 23  | Kwalifikacja do Grupy C |                           |
| 12  | Alki Larnaka             | 26 | 4  | 7  | 15 | 27     | 50     | −23   | 19  | Kwalifikacja do Grupy C |                           |
| 13  | AEK Larnaka (S)          | 26 | 3  | 6  | 17 | 27     | 45     | −18   | 15  | Spadek do II ligi       |                           |
| 14  | Atromitos Yeroskipou (S) | 26 | 1  | 4  | 21 | 19     | 69     | −50   | 7   | Spadek do II ligi       |                           |

### Wyniki
| Gospodarz \ Gość      | AEK  | AEL  | AEP | ALK | AFA | APEP | APN | APL | APOP | ATY | DOX  | ENP | ETA | OMN  |
| AEK Larnaka           |      | 2:04 | 1:1 | 1:1 | 1:3 | 0:2  | 0:1 | 1:5 | 1:2  | 4:0 | 2:2  | 2:2 | 1:1 | 2:5  |
| AEL Limassol          | 1:0  |      | 2:1 | 2:2 | 0:2 | 0:0  | 0:1 | 1:0 | 1:1  | 2:1 | 2:1  | 1:1 | 2:0 | 0:2  |
| AEP Pafos             | 0:3  | 0:1  |     | 5:2 | 2:2 | 1:1  | 2:2 | 1:2 | 2:2  | 1:0 | 2:1  | 0:2 | 0:0 | 2:3  |
| Alki Larnaka          | 1:0  | 1:2  | 2:2 |     | 0:2 | 3:1  | 1:0 | 0:3 | 1:3  | 2:2 | 1:2  | 2:1 | 0:1 | 0:1  |
| Anorthosis Famagusta  | 1:0  | 2:1  | 0:0 | 2:1 |     | 3:0  | 1:2 | 2:1 | 2:0  | 3:0 | 2:0  | 1:0 | 2:1 | 1:2  |
| APEP Pitsilia         | 1:0  | 0:1  | 0:1 | 2:1 | 1:2 |      | 1:1 | 1:2 | 0:1  | 2:1 | 3:3  | 0:0 | 2:2 | 1:3  |
| APOEL Nikozja         | 2:0  | 4:0  | 4:1 | 3:1 | 1:0 | 4:0  |     | 4:1 | 1:0  | 4:0 | 3:2  | 1:0 | 3:0 | 3:2  |
| Apollon Limassol      | 1:0  | 1:3  | 4:1 | 7:1 | 1:2 | 1:1  | 0:1 |     | 3:1  | 2:1 | 0:25 | 4:0 | 2:1 | 0:23 |
| APOP Kinyras Peyias   | 2:02 | 1:3  | 0:0 | 1:0 | 0:3 | 1:0  | 1:2 | 1:1 |      | 3:1 | 2:1  | 1:3 | 1:2 | 2:0  |
| Atromitos Yeroskipou  | 1:0  | 0:3  | 2:2 | 1:1 | 1:6 | 1:5  | 0:1 | 3:6 | 0:2  |     | 1:5  | 1:1 | 0:1 | 0:5  |
| Doxa Katokopia        | 2:2  | 3:2  | 1:0 | 1:1 | 0:1 | 3:2  | 0:2 | 2:2 | 2:0  | 2:1 |      | 0:1 | 0:0 | 1:2  |
| Enosis Neon Paralimni | 2:1  | 0:3  | 0:0 | 1:1 | 0:3 | 4:0  | 0:1 | 0:3 | 1:2  | 1:0 | 1:1  |     | 0:4 | 0:2  |
| Ethnikos Achna        | 2:1  | 3:1  | 1:3 | 2:1 | 0:1 | 2:2  | 1:1 | 1:1 | 1:4  | 2:1 | 2:0  | 2:1 |     | 2:1  |
| Omonia Nikozja        | 4:1  | 1:0  | 0:0 | 2:0 | 4:0 | 3:0  | 0:1 | 1:0 | 4:1  | 2:0 | 2:0  | 7:1 | 1:0 |      |

Aktualne na 16 sierpnia 2009. Źródło: rsssf.com (ang.)
Objaśnienia:
1Drużyna gospodarzy jest wymieniona po lewej stronie tabeli.
Kolory: zielony – zwycięstwo gospodarzy, żółty – remis, różowy – zwycięstwo gości.

## Druga runda

### Grupa A

#### Tabela
| Lp. | Drużyna              | M  | Z  | R | P  | Bramki | Bramki | Różn. | Pkt | Uwagi                                        | Bezpośrednio |
| --- | -------------------- | -- | -- | - | -- | ------ | ------ | ----- | --- | -------------------------------------------- | ------------ |
| 1   | APOEL Nikozja (M)    | 32 | 26 | 4 | 2  | 62     | 17     | +45   | 82  | Liga Mistrzów UEFA • II runda kwalifikacyjna |              |
| 2   | Omonia Nikozja       | 32 | 25 | 1 | 6  | 70     | 22     | +48   | 76  | Liga Europy UEFA • II runda kwalifikacyjna   |              |
| 3   | Anorthosis Famagusta | 32 | 21 | 4 | 7  | 52     | 26     | +26   | 67  | Liga Europy UEFA • I runda kwalifikacyjna    |              |
| 4   | AEL Limassol         | 32 | 13 | 5 | 14 | 38     | 41     | −3    | 44  |                                              |              |

#### Wyniki
| Gospodarz \ Gość     | AEL | AFA | APN | OMN        |
| AEL Limassol         |     | 1:1 | 0:1 | 2:3        |
| Anorthosis Famagusta | 1:0 |     | 1:1 | 0:2        |
| APOEL Nikozja        | 3:1 | 2:0 |     | przerwany2 |
| Omonia Nikozja       | 2:0 | 1:0 | 1:2 |            |

### Grupa B

#### Tabela
| Lp. | Drużyna              | M  | Z  | R | P  | Bramki | Bramki | Różn. | Pkt | Uwagi                                        | Bezpośrednio |
| --- | -------------------- | -- | -- | - | -- | ------ | ------ | ----- | --- | -------------------------------------------- | ------------ |
| 5   | Apollon Limassol     | 32 | 17 | 6 | 9  | 68     | 42     | +26   | 57  |                                              |              |
| 6   | Ethnikos Achna       | 32 | 13 | 8 | 11 | 47     | 45     | +2    | 47  |                                              |              |
| 7   | APOP Kinyras Peyias2 | 32 | 13 | 6 | 13 | 45     | 49     | −4    | 39  | Liga Europy UEFA • III runda kwalifikacyjna1 |              |
| 8   | Doxa Katokopia       | 32 | 10 | 8 | 14 | 46     | 51     | −5    | 38  |                                              |              |

#### Wyniki
| Gospodarz \ Gość    | APL | APOP | DOX | ETA |
| Apollon Limassol    |     | 3:2  | 3:1 | 2:0 |
| APOP Kinyras Peyias | 2:2 |      | 1:0 | 1:4 |
| Doxa Katokopia      | 1:1 | 3:2  |     | 2:5 |
| Ethnikos Achna      | 2:4 | 2:2  | 0:2 |     |

### Grupa C

#### Tabela
| Lp. | Drużyna               | M  | Z | R  | P  | Bramki | Bramki | Różn. | Pkt | Uwagi             |
| --- | --------------------- | -- | - | -- | -- | ------ | ------ | ----- | --- | ----------------- |
| 9   | AEP Pafos             | 32 | 7 | 15 | 10 | 39     | 44     | −5    | 36  |                   |
| 10  | Enosis Neon Paralimni | 32 | 8 | 8  | 16 | 27     | 51     | −24   | 32  |                   |
| 11  | APEP Pitsilia         | 32 | 7 | 10 | 15 | 33     | 51     | −18   | 31  |                   |
| 12  | Alki Larnaka (S)      | 32 | 6 | 9  | 17 | 39     | 59     | −20   | 27  | Spadek do II ligi |

#### Wyniki
| Gospodarz \ Gość      | AEP | ALK | APEP | ENP |
| AEP Pafos             |     | 3:4 | 1:1  | 3:0 |
| Alki Larnaka          | 1:1 |     | 1:1  | 1:2 |
| APEP Pitsilia         | 0:1 | 0:4 |      | 2:0 |
| Enosis Neon Paralimni | 0:0 | 2:1 | 0:1  |     |

## Najlepsi strzelcy
24 goli
- Serjão (Doxa)

22 gole
- Gastón Sangoy (Apollon)

12 goli
- Ferydoon Zandi (Alki)

11 goli
- Jasumis Jasumi (Ethnikos)
- Marcin Żewłakow (APOEL FC)

10 goli
- Demetris Christofi (Omonia)
- Gelson (APEP)
- Łukasz Sosin (Anorthosis)
- Bernardo Vasconcelos (APOP)

9 goli
- Haruna Babangida (Apollon)
- Fangio Buyse (APOP)
- Kyriacos Chailis (AEP)
- Janis Okas (Omonia)